# Dark Gathering
Dark Gathering (ダークギャザリング Dāku Gyazaringu?) es una serie de manga japonés escrito e ilustrado por Kenichi Kondō. Se ha serializado en la revista de manga Jump Square de Shūeisha desde el 4 de marzo de 2019, y hasta el momento se ha recopilado en diez volúmenes tankōbon. Una adaptación de la serie a anime producido por el estudio OLM se estrenó en julio de 2023.

## Argumento
Keitarō Gentōga es un joven que tiene una predisposición a atraer espíritus. Esto le trajo problemas en su pasado por lo que decidió alejarse de la sociedad. Su amiga de la infancia Eiko Hōzuki le recomienda un trabajo como tutor privado para ayudarlo a reivindicarse en la sociedad. Es así como Keitarō conoce a la prima de Eiko: una niña llamada Yayoi Hōzuki con la capacidad de ver espíritus. Keitarō es obligado por Eiko y Yayoi a ir a sus aventuras mientras es usado como carnada para atraer espíritus.

## Personajes
Yayoi Hōzuki (寶月 夜宵 Hōzuki Yayoi?)
 Seiyū: Yū Sasahara
La primera alumna de Keitaro. Al principio era una niña normal, pero había desarrollado policoria (dos pupilas en el mismo ojo) en ambos ojos por alguna razón desconocida. Originalmente, solo veía fantasmas como figuras borrosas, pero después de un accidente que la dejó huérfana, pudo ver los fantasmas con claridad. Durante el accidente, fue testigo de cómo el fantasma de su madre era secuestrado por un embrión de origen fantasmal y se propuso recuperar a su madre capturando fantasmas para derrotar al perpetrador. Después del accidente, se evaluó que su coeficiente intelectual era superior a 160 y su inteligencia ha salvado al trío más de una vez en su búsqueda del embrión fantasma.
Keitarō Gentōga (幻燈河 螢多朗 Gentōga Keitarō?)
 Seiyū: Nobunaga Shimazaki
Un niño con una mano derecha maldita. Tiene una predisposición natural a atraer fantasmas hacia sí mismo. Cuando era niño, Keitarō se encontró con un evento espiritual que resultó en que tanto Eiko como él mismo fueran maldecidos por un espíritu desconocido para tener terminaciones nerviosas que crecieran de sus cuerpos. Este evento traumático resultó en que él se encerrara por un tiempo y fuera rehabilitado por Eiko. Como una forma de resocializarse, aceptó la sugerencia de Eiko y le presentaron a Yayoi como su tutor privado. En la actualidad, la maldición está siendo suprimida con la ayuda de su abuela, que es sacerdotisa del santuario. Eiko señaló que aunque Keitarō está aterrorizado por lo sobrenatural, también está enamorado del temor que trae. Tiene un afecto mutuo por Eiko y ha expresado sus sentimientos hacia ella más de una vez en el transcurso de la historia.
Eiko Hōzuki (寶月 詠子 Hōzuki Eiko?)
 Seiyū: Kana Hanazawa
Eiko es la prima de Yayoi y la amiga de la infancia de Keitarō (y después, su novia) que posee una mano izquierda maldita como resultado de verse atrapada en la misma prueba que Keitarō. Al estar enamorada de Keitarō desde una edad temprana, ella es inmensamente sobreprotectora, escucha teléfonos, coloca cámaras ocultas y dispositivos de rastreo GPS para acechar y monitorear sus signos vitales sin su conocimiento. Aunque Eiko tiene una base sólida en ciencias de la computación por sus escuchas telefónicas y sus excelentes calificaciones en la escuela, optó por estudiar folclore para poder comprender mejor las luchas de Keitarō con el ocultismo. Ella no tiene un sentido espiritual como Yayoi o Keitarō. Aunque es una chica de buen corazón, Eiko tiene una excitación hacia el miedo.
Ai Kamiyo ((神代 愛依 Kamiyo Ai?)
 Seiyū: Rina Kawaguchi
Segunda alumna de Keitarō. Una chica enérgica con pupilas con dibujos de estrellas como señal de que había sido marcada por un dios como su novia. Debido a la energía del dios que se escapa de los sellos en forma de estrella en sus ojos, los fantasmas errantes se sienten atraídos por Ai. Al principio, Ai parece ser una chica torpe cuya desgracia siempre termina involucrando a las personas que la rodean, incluido su hermano, que falleció como resultado de empujarla lejos de las torres de acero que caían. Sin embargo, más tarde se revela que esto se debió a que el dios malévolo desvió todas las desgracias de Ai hacia las personas que la rodeaban para evitar que su novia sufriera daño. Ai está destinada a morir y convertirse en la novia del dios cuando cumpla 20 años.

## Contenido de la obra

### Manga
Dark Gathering es scrito e ilustrado por Kenichi Kondō. Comenzó a serializarse en la revista de manga shōnen Jump Square de Shūeisha desde el 4 de marzo de 2019. Shūeisha ha recopilado sus capítulos en volúmenes tankōbon individuales. El primer volumen se lanzó el 4 de junio de 2019, y hasta el momento se han publicado diez volúmenes.
| Volúmenes de manga publicados | Volúmenes de manga publicados | Volúmenes de manga publicados |
| Número                        | Fecha de publicación          | ISBN                          |
| ----------------------------- | ----------------------------- | ----------------------------- |
| 1                             | 4 de junio de 2019            | ISBN 978-4-08-881856-6        |
| 2                             | 4 de octubre de 2019          | ISBN 978-4-08-882089-7        |
| 3                             | 4 de febrero de 2020          | ISBN 978-4-08-882214-3        |
| 4                             | 4 de junio de 2020            | ISBN 978-4-08-882323-2        |
| 5                             | 4 de junio de 2020            | ISBN 978-4-08-882441-3        |
| 6                             | 4 de febrero de 2021          | ISBN 978-4-08-882559-5        |
| 7                             | 4 de junio de 2021            | ISBN 978-4-08-882677-6        |
| 8                             | 4 de noviembre de 2021        | ISBN 978-4-08-882830-5        |
| 9                             | 4 de marzo de 2022            | ISBN 978-4-08-883054-4        |
| 10                            | 4 de agosto de 2022           | ISBN 978-4-08-883205-0        |
| 11                            | 2 de diciembre de 2022        | ISBN 978-4-08-883295-1        |
| 12                            | 4 de abril de 2023            | ISBN 978-4-08-883456-6        |
| 13                            | 4 de agosto de 2023           | ISBN 978-4-08-883534-1        |
| 14                            | 4 de diciembre de 2023        | ISBN 978-4-08-883720-8        |

### Anime
En julio de 2022, se anunció que la serie recibirá una adaptación a anime. Esta producido por el estudio OLM y dirigido por Hiroshi Ikehata, con guiones escritos por Shigeru Murakoshi, diseños de personajes a cargo de Shinya Segawa y música compuesta por Kohta Yamamoto, Shun Narita y Yūsuke Seo. La serie se estrenó el 10 de julio de 2023 en Tokyo MX y otras redes. La serie tiene una duración de dos cursos consecutivos. El tema de apertura es "Kakuriyo" de Luz, mientras que el tema final es "Haiiro" de Kana Hanazawa. Sentai Filmworks obtuvo la licencia de la serie fuera de Asia, y lo transmitió en HIDIVE. Muse Communication obtuvo la licencia de la serie en el sudeste asiático.

## Otras lecturas
- «『D.Gray-man』星野桂先生『ダークギャザリング』近藤憲一先生 師弟対談» (en japonés). Shūeisha.
- «『D.Gray-man』星野桂先生『ダークギャザリング』近藤憲一先生 師弟対談 第２回» (en japonés). Shūeisha.